# Калинин, Павел Александрович
Павел Александрович Калинин (20 июня 1901 — умер после 1946) — советский военачальник, полковник (29.02.1940).

## Биография
Родился 20 июня 1901 года в Стригино, ныне в черте города Нижний Новгород, Россия. Русский.
До службы в армии Калинин работал учеником слесаря и слесарем на машиностроительном заводе Фельдзера в городе Нижний Новгород.

### Гражданская война
В Гражданскую войну в мае 1918 года добровольно вступил в РККА и был направлен в 1-й Нижегородский пехотный отряд, с которым убыл на Восточный фронт. В его составе участвовал в боях с белочехами и войсками адмирала А. В. Колчака, в 1919 году вступил в РКП(б). В августе 1919 года зачислен курсантом на 1-е советские Нижегородские курсы комсостава, затем в ноябре переведён на 1-е Московские пулемётные курсы комсостава. По окончании последних в апреле 1920 года назначен командиром взвода в 406-й стрелковый полк 56-й стрелковой дивизии 15-й армии Западного фронта и участвовал с ним в боях с белополяками. В мае был ранен и находился на лечении в госпитале. С декабря 1920 года по ноябрь 1921 года командовал взводом в пулемётной команде 169-го батальона ВЧК. С декабря 1921 года в течение месяца командовал взводом в 23-й бригаде Петроградского ВО, затем — в 3-м полку ЧОН в Петрограде.

### Межвоенные годы
С сентября 1922 года проходил подготовку в Военно-воздушной подготовительной школе, затем в октябре был зачислен слушателем в Высшую военную школу летнабов в Ленинграде. По её окончании с октября 1924 года продолжил учёбу в Высшей школе стрельбы и бомбометания ВВС в городе Серпухов. В марте 1925 года окончил её и был назначен летнабом 1-го разряда в 5-ю авиаэскадрилью им. Ильича ВВС УВО в городе Харьков. В июне переведён инструктором-летнабом во 2-ю военную школу летчиков им. Осоавиахима СССР в город Борисоглебск. С апреля 1927 года проходил службу в 16-й истребительной авиаэскадрилье «Ультиматум» ВВС БВО в городе Гомель в должностях старшего лётчика и начальника штаба эскадрильи. С октября 1929 года по июль 1930 года находился на курсах усовершенствования при IV управлении Штаба РККА, по возвращении в эскадрилью назначен помощником начальника штаба. С апреля 1931 года занимал должность начальника штаба 23-го отдельного авиаотряда в городе Гомель, с июня 1932 года — 7-й истребительной авиаэскадрильи в городе Витебск. В марте 1933 года назначен помощником начальника сектора штаба ВВС БВО в городе Смоленск, с февраля 1935 года исполнял должность начальника штаба 17-й крейсерской авиаэскадрильи Сещинской авиабригады. С апреля по октябрь 1935 года находился на курсах в 1-й военной школе лётчиков им. А. Ф. Мясникова, затем был назначен командиром 9-го отдельного тренировочного авиаотряда 9-й авиабригады ВВС БВО. В августе 1938 года майор Калинин назначается помощником командира 13-го тяжелобомбардировочного авиаполка 16-й тяжелобомбардировочной авиабригады ВВС БОВО и участвовал с ним в походе Красной армии в Западную Белоруссию. С 6 января по 7 августа 1940 года находился на Липецких курсах усовершенствования ВВС Красной армии, по окончании которых командовал 320-м разведывательным авиаполком в ЗакВО.

### Великая Отечественная война
В июле 1941 года полковник Калинин назначен начальником отдела вузов округа. 3 октября переведён на должность инспектора отдела боевой подготовки бомбардировочной авиации Управления ВВС ПриВО, с мая 1942 года исполнял должность начальника этого отдела. С октября 1942 года — старший инспектор боевой подготовки Инспекции ВВС Красной армии.
13 февраля 1943 года назначен заместителем командира 242-й ночной бомбардировочной авиадивизии, которая в составе 6-й воздушной армии Северо-Западного фронта участвовала в боях на старо-русском направлении. С 20 ноября 1943 года дивизия в составе армии была выведена в резерв Ставки ВГК, затем с 25 февраля 1944 года была передана 2-му Белорусскому фронту и поддерживала наступление его войск на ковельском направлении. Со 2 по 29 апреля она вновь в резерве Ставки ВГК, затем направлена на 1-й Белорусский фронт.
Со 2 мая 1944 года полковник Калинин принял командование 242-й ночной бомбардировочной авиадивизией и находился в этой должности до конца войны. Летом 1944 года части дивизии в составе 6-й воздушной армии 1-го Белорусского фронта принимали участие в освобождении Белоруссии и восточных районов Польши, поддерживали наступление войск фронта в Люблин-Брестской наступательной операции, при форсировании Вислы и овладении мангушевским и пулавским плацдармами. С 8 сентября 1944 года дивизия в резерве Ставки ВГК. В ноябре она была включена в состав 16-й воздушной армии. Участвовала в Варшавско-Познанской и Восточно-Померанской наступательных операциях, в боях на кюстринском плацдарме и на берлинском направлении, при штурме столицы Германии — города Берлин. Всего дивизия произвела более 9000 боевых самолёто-вылетов на бомбардировку узлов сопротивления, живой силы и техники противника, на разведку. За успешное выполнение заданий командования она была удостоена звания «Люблинская» и награждена орденом Красного Знамени. Лично Калинин совершил за войну 130 боевых вылетов.
За время войны комдив Калинин был семь раз персонально упомянут в благодарственных приказах Верховного Главнокомандующего.

### Послевоенное время
С 3 июля 1945 года командовал 2-й гвардейской штурмовой авиационной Черниговско-Речицкой ордена Ленина Краснознаменной ордена Суворова дивизией в составе 16-й воздушной армии ГСОВГ. С марта 1946 года состоял в резерве ВВС ВС СССР. 12 июля 1946 года полковник Калинин был уволен в запас

## Награды
- орден Ленина (21.02.1945)[4]
- два ордена Красного Знамени (08.03.1945[5], 03.11.1944[4])
- орден Суворова II степени (29.05.1945)[6]
- орден Кутузова II степени (23.07.1944)[7]
- орден Отечественной войны I степени (31.08.1943)[8]

медали в том числе:
- - «XX лет Рабоче-Крестьянской Красной Армии» (1938)[5]
  - «За победу над Германией в Великой Отечественной войне 1941—1945 гг.»
  - «За взятие Берлина»
  - «За освобождение Варшавы»

Приказы (благодарности) Верховного Главнокомандующего в которых отмечен П. А. Калинин.
- За форсирование реки Друть и прорыв сильной, глубоко эшелонированной обороны противника на фронте протяжением 30 километров и продвижение в глубину до 12 километров, а также захват более 100 населённых пунктов, среди которых Ректа, Озеране, Веричев, Заполье, Заболотье, Кнышевичи, Моисеевка, Мушичи, и блокирование железной дороги Бобруйск — Лунинец в районе ст. Мошна, Черные Броды. 25 июня 1944 года № 118.
- За переход в наступление из района Ковеля, прорыв сильно укрепленной обороны немцев продвижение вперёд на 50 километров, выход к реке Западный Буг, и овладении более 400 населённых пунктов, в том числе крупных населённых пунктов Ратно, Малорыта, Любомль, Опалин. 20 июля 1944 года. № 142.
- За овладение штурмом городом и крупным железнодорожным узлом Хелм (Холм) — важным опорным пунктом обороны немцев на люблинском направлении. 22 июля 1944 года. № 145.
- За овладение городом и крупным железнодорожным узлом Люблин — важным опорным пунктом обороны немцев, прикрывающим пути на Варшаву. 24 июля 1944 года. № 148.
- За овладение городами Штаргард, Наугард, Польцин — важными узлами коммуникаций и мощными опорными пунктами обороны немцев на штеттинском направлении. 5 марта 1945 года. № 290.
- За овладение штурмом городом и крепостью Кистжинь (Кюстрин) — важным узлом путей сообщения и мощным опорным пунктом обороны немцев на реке Одер, прикрывающим подступы к Берлину. 12 марта 1945 года. № 300.
- За овладение городами Франкфурт-на-Одере, Вандлитц, Ораниенбург, Биркенвердер, Геннигсдорф, Панков, Фридрихсфелъде, Карлсхорст, Кепеник и прорыв в столицу Германии Берлин. 23 апреля 1945 года. № 339.